# Harpactea fageli
Harpactea fageli là một loài nhện trong họ Dysderidae.
Loài này thuộc chi Harpactea. Harpactea fageli được miêu tả năm 1980 bởi Brignoli.